# Sharon (Tennessee)
Pour les articles homonymes, voir Sharon.

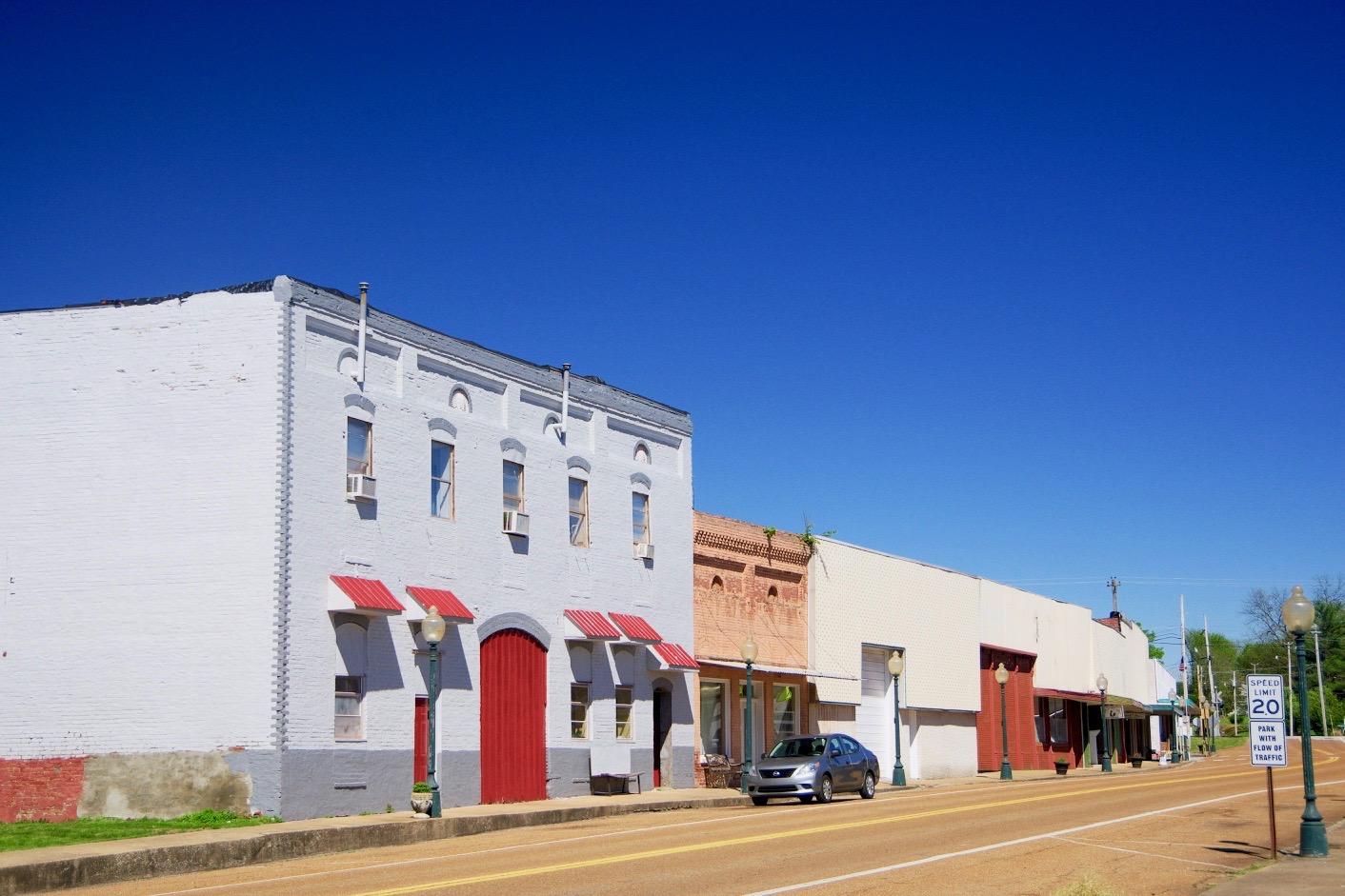
Bâtiments le long de la rue Main

Sharon est une municipalité américaine située dans le comté de Weakley au Tennessee.
Selon le recensement de 2010, Sharon compte 944 habitants. La municipalité s'étend sur 1,13 mille carré (2,93 km2).
Des colons s'implantent dans la région de Sharon dès 1824 ; le centre de la localité n'est cependant fondé qu'en 1873, lors de l'arrivée du chemin de fer. Sharon devient une municipalité en 1901. Les sources sur l'origine de son nom divergent : il pourrait être une référence aux althaeas poussant dans la région (aussi appelées « roses de Sharon »), avoir été choisi par le conducteur du premier train à traverser le bourg en référence à ces fleurs ou à son propre nom, ou encore être le nom d'une pionnière locale,.